# يوركفيل (ويسكونسن)
يوركفيل (بالإنجليزية: Yorkville, Wisconsin)‏ هي بلدة تقع بولاية ويسكونسن في الولايات المتحدة. تبلغ مساحتها 89 (كم²)، وترتفع عن سطح البحر 216 م، بلغ عدد سكانها 3291 نسمة في عام 2000 حسب إحصاء مكتب تعداد الولايات المتحدة وتصل الكثافة السكانية فيها 37 نسمة/كم2.

## أعلام
- إيمي فينك

## وصلات خارجية
- The US50 - Cities and Towns in Wisconsin State
- Wisconsin Cities and Towns, Facts, Map, Flag, Colleges, Government, and More